# Víctor Mañón
Víctor Omar Mañón Barrón (ur. 6 lutego 1992 w Celayi) – meksykański piłkarz występujący na pozycji napastnika, od 2024 roku zawodnik amerykańskiego Panathinaikosu Chicago.

## Kariera klubowa
Mañón jest wychowankiem akademii juniorskiej klubu CF Pachuca, do którego pierwszej drużyny został włączony przez szkoleniowca Enrique Mezę. W meksykańskiej Primera División zadebiutował 8 września 2007 w wygranym 2:1 spotkaniu z Cruz Azul, w wieku zaledwie piętnastu lat, siedmiu miesięcy i dwóch dni, dzięki czemu został najmłodszym piłkarzem w historii ligi meksykańskiej (rekord ten został później pobity przez Martína Galvána). W 2008 roku triumfował z Pachucą w najbardziej prestiżowych rozgrywkach kontynentu – Pucharze Mistrzów CONCACAF, zaś w 2009 roku zajął drugie miejsce w rozgrywkach kwalifikacyjnych do Copa Libertadores – InterLidze. W wiosennym sezonie Clausura 2009 wywalczył natomiast z ekipą Mezy tytuł wicemistrza Meksyku. Premierowego gola w najwyższej klasie rozgrywkowej strzelił 5 września 2009 w wygranej 4:0 konfrontacji z Jaguares. W 2010 roku ponownie wygrał północnoamerykańską Ligę Mistrzów, dwukrotnie uczestniczył również w Klubowych Mistrzostwach Świata (2008 – czwarte miejsce, 2010 – piąte miejsce). Nie potrafił jednak wywalczyć sobie pewnego miejsca w wyjściowym składzie i na boiskach pojawiał się sporadycznie, będąc głębokim rezerwowym.
Latem 2011 Mañón udał się na półroczne wypożyczenie do drugoligowego zespołu Indios de Ciudad Juárez, gdzie pełnił rolę najskuteczniejszego gracza drużyny, po czym klub ten został rozwiązany, a on sam – również na zasadzie wypożyczenia – został wypożyczony do trzecioligowej filii Pachuki – Titanes de Tulancingo. Tam również był czołowym strzelcem i kluczowym graczem ekipy, w sezonie Clausura 2012 wygrywając z nią rozgrywki Segunda División. Po powrocie do Pachuki jego rola nie uległa zmianie – wciąż nie mógł liczyć na grę w pierwszej drużynie, wobec czego w lipcu 2013 został wypożyczony do beniaminka pierwszej ligi – zespołu Tiburones Rojos de Veracruz. Tam spędził jako rezerwowy kolejne dwa lata (jego wypożyczenie po roku zostało przedłużone), nie odnosząc większych sukcesów, po czym udał się na wypożyczenie do drugoligowego Celaya FC ze swojego rodzinnego miasta.
| Sezon     | Klub                        | Kraj   | Rozgrywki        | Mecze | Bramki |
| --------- | --------------------------- | ------ | ---------------- | ----- | ------ |
| 2007/2008 | CF Pachuca                  | Meksyk | Liga MX          | 1     | 0      |
| 2008/2009 | CF Pachuca                  | Meksyk | Liga MX          | 2     | 0      |
| 2009/2010 | CF Pachuca                  | Meksyk | Liga MX          | 4     | 2      |
| 2010/2011 | CF Pachuca                  | Meksyk | Liga MX          | 11    | 1      |
| 2011/2012 | Indios de Ciudad Juárez     | Meksyk | Ascenso MX       | 12    | 5      |
| 2011/2012 | Titanes de Tulancingo       | Meksyk | Segunda División | 22    | 18     |
| 2012/2013 | CF Pachuca                  | Meksyk | Liga MX          | 0     | 0      |
| 2013/2014 | Tiburones Rojos de Veracruz | Meksyk | Liga MX          | 13    | 0      |
| 2014/2015 | Tiburones Rojos de Veracruz | Meksyk | Liga MX          | 2     | 0      |
| 2015/2016 | Celaya FC                   | Meksyk | Ascenso MX       |       |        |

## Kariera reprezentacyjna
W 2009 roku Mañón został powołany przez szkoleniowca José Luisa Gonzáleza Chinę do reprezentacji Meksyku U-17 na Mistrzostwa Ameryki Północnej U-17. Tam jako kluczowy gracz formacji ofensywnej wystąpił we wszystkich trzech spotkaniach w pełnym wymiarze czasowym, zdobywając gola w konfrontacji z Trynidadem i Tobago (7:0), zaś jego zespół, pełniący wówczas rolę gospodarzy, z kompletem zwycięstw ukończył turniej na pierwszym miejscu w grupie; faza pucharowa rozgrywek została odwołana ze względu na wybuch epidemii świńskiej grypy w Meksyku. Kilka miesięcy później znalazł się w składzie na Mistrzostwa Świata U-17 w Nigerii, gdzie również miał pewne miejsce w wyjściowym składzie i rozegrał wszystkie cztery mecze (z czego wszystkie w pierwszej jedenastce), natomiast Meksykanie odpadli wówczas z juniorskiego mundialu w 1/8 finału, ulegając po serii rzutów karnych Korei Płd. (1:1, 3:5 k).